# شاهزاده خوشبخت و داستان‌های دیگر

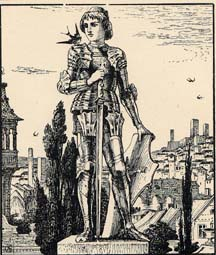
روی جلد شاهزاده خوشبخت و داستان‌های دیگر

شاهزاده خوشبخت و داستان‌های دیگر معروف‌ترین و محبوب‌ترین اثر نویسنده و نمایشنامه نویس ایرلندی اسکار وایلد، شامل نه داستان کوتاه است که با زبانی زیبا و غیرمستقیم، صفت بخشندگی، ایثار و دوست داشتن را تحسین و از وضع اجتماعی ناعادلانه یعنی وجود طبقات بسیار مرفّه و بسیار فقیر انتقاد می‌کند.

## اولین چاپ
اولین چاپ کتاب در سال ۱۸۸۸ صورت گرفت.

## داستان کتاب
شاهزاده خوشبخت داستانی است روان که در آن اسکار وایلد از دیدار پرنده‌ای زیبا با تندیسی مشهور با عنوان شاهزاده خوشبخت نوشته‌است. ولی این شاهزاده هیچ‌وقت در واقعیت مزه خوشبختی را نچشیده‌است. مجسمه این شاهزاده در میدان اصلی شهر گمارده و به یاقوت سرخ و بدنه‌ای از جنس طلا آراسته شده‌است. به همین سبب است که مردم این مجسمه را اسطوره خوشبختی می‌دانند.

## فهرست مطالب کتاب
- ماهیگیر و روح او
- زاده ستارگان
- پادشاه جوان
- جشن تولد شاهزاده خانم
- دوست صمیمی
- شاهزاده شادکام
- بلبل و گل
- غول خودخواه
- در زندان ردینگ
- از اعماق